# Triburile maghiare

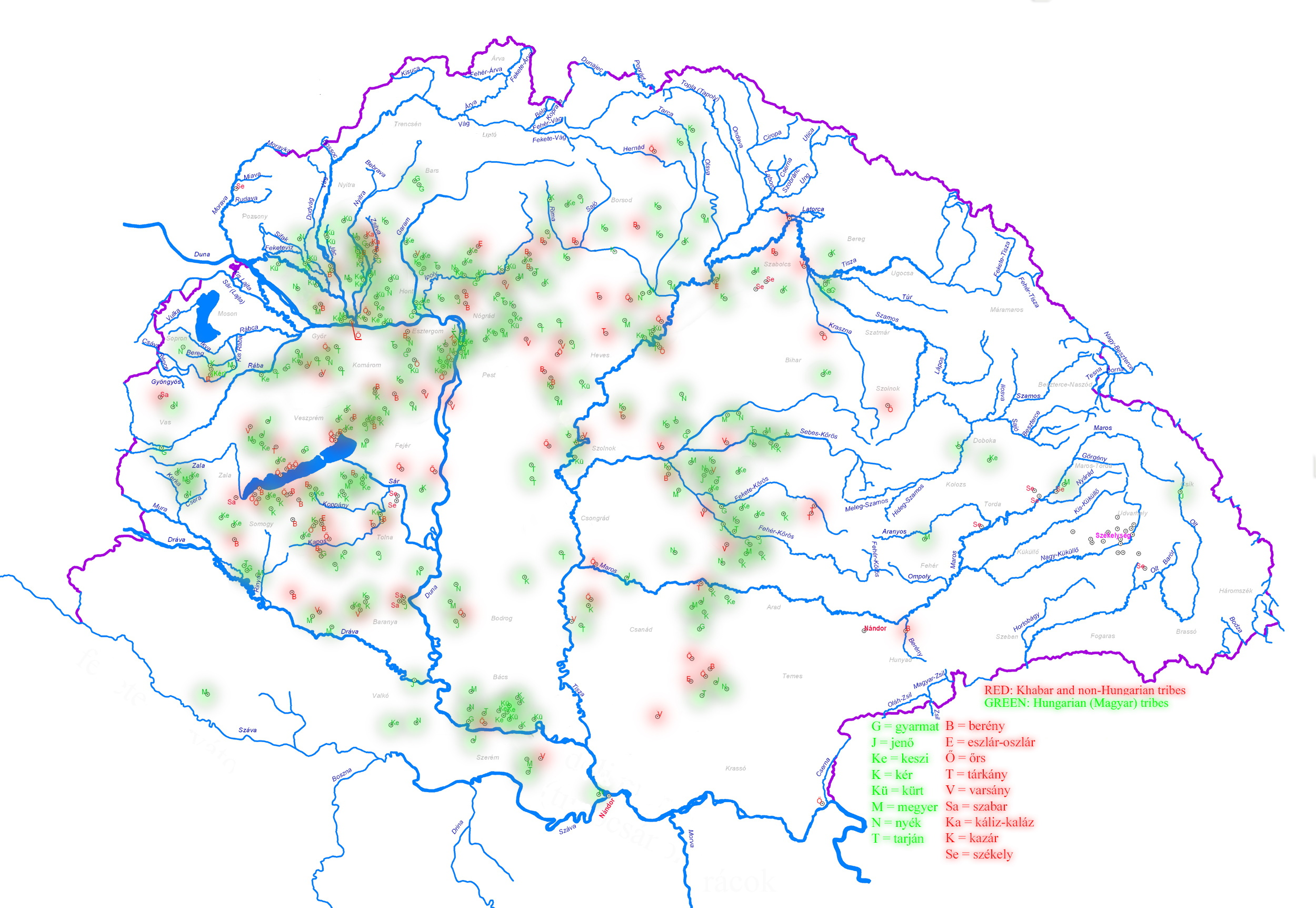
Apariția numelor triburilor maghiare în numele așezărilor sugerează unde au trăit maghiarii sosiți printre alte popoare și a ajutat la reconstruirea locurilor unde s-au stabilit triburile sosite.

Triburile maghiare sau clanurile maghiare (/ˈmæɡjɑr/ MAG-yar, în maghiară magyar törzsek) au fost unitățile politice fundamentale în cadrul cărora au trăit maghiarii (ungurii), înainte de cucerirea Bazinului Panonic și înființarea ulterioară a Principatului Ungariei.

## Etimologie
Originea termenului „Ungaria”, etnonimul alianței tribale maghiare, este incertă. Potrivit unei păreri, urmând descrierea din cronica din secolul al XIII-lea, Gesta Hungarorum, federația se numea „Hetumoger” (în maghiară modernă: hét magyar, lit. „șapte maghiari”), ca în fraza latină, „VII principales persone qui Hetumoger dicuntur” („șapte persoane princiare care se numesc Șapte Maghiari”). Cuvântul „maghiar” provine posibil din numele celui mai proeminent trib maghiar, numit Megyer, care a ajuns să se refere la întregul popor maghiar. Sursele scrise i-au numit pe maghiari „unguri” înainte de cucerirea Bazinului Panonic, când încă trăiau în stepa ponto-caspică. De exemplu, Georgius Monachus⁠(d) i-a numit „Ungri” în 837, Annales Bertiniani⁠(d) i-a numit „ungri” în 862, iar Annales ex Annalibus Iuvavensibus i-a numit „ungari” în 881. Termenul englezesc „hungarian” este un derivat al acestor forme latine.

## Istoric

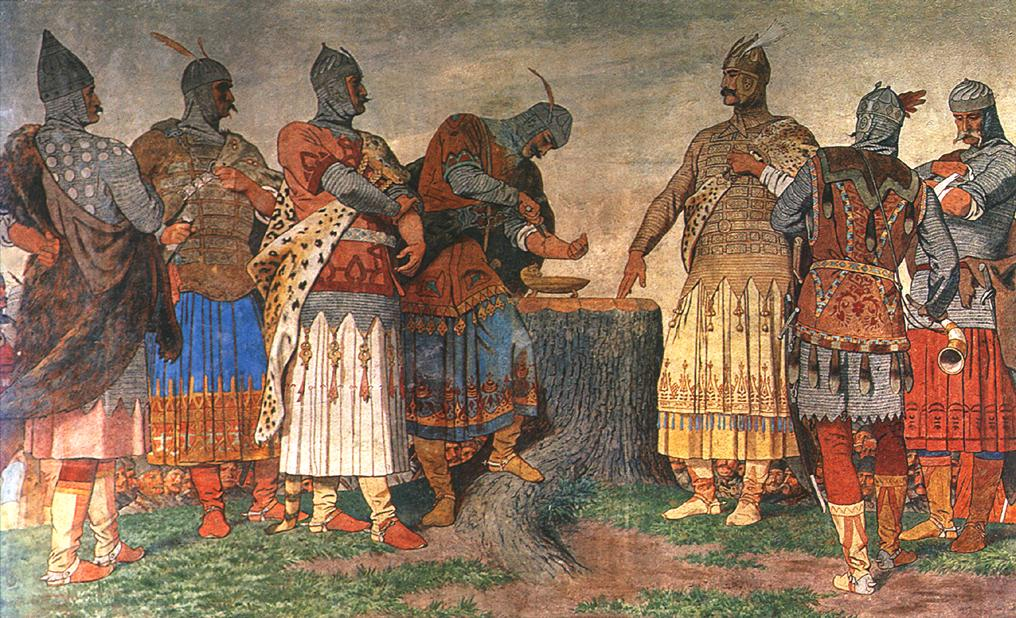
Jurământul de sânge din Etelköz.

Potrivit istoricului și lingvistului maghiar András Róna-Tas⁠(d), localitatea în care au apărut maghiarii, grupul Manicha-Er, a fost între râul râul Volga și Munții Urali. Dovezile genetice, împreună cu cele lingvistice mai recente, implică o regiune de origine dincolo de Munții Ural, în Siberia de Vest. Între secolele VIII și V î.Hr., maghiarii și-au început existența independentă, iar perioada timpurie a limbii proto-maghiare a început.
Potrivit unui studiu genetic, grupurile protougrice au făcut parte din societățile scitico-siberiene din etapa târzie a Epocii Bronzului până la începutul Epocii Fierului în zona de stepă-pădure din actualul Kazahstan de nord, lângă rămășițele culturii arheologice Mejovskaya din Epoca Bronzului. Strămoșii cuceritorilor maghiari au trăit în zona de stepă în timpul Epocii Bronzului împreună cu Mansi⁠(d). În timpul Epocii Fierului, mansii au migrat spre nord, în timp ce strămoșii cuceritorilor maghiari au rămas în zona de stepă-pădure și s-au amestecat cu sarmații. Mai târziu, strămoșii cuceritorilor maghiari s-au amestecat cu hunii, înainte de sosirea hunilor în regiunea Volga în 370 d.Hr. Hunii au integrat triburile locale la est de Ural, printre care sarmații și strămoșii cuceritorilor maghiari.
În jurul anului 830 d.Hr., când Álmos, viitorul mare principe al ungurilor, avea aproximativ 10 ani, cele șapte triburi înrudite (Jenő, Kér⁠(d), Keszi, Kürt-Gyarmat, Megyer⁠(hu)[traduceți], Nyék și Tarján) au format o confederație în Etelköz, numită „Hétmagyar” (lit. „Șapte Maghiari”). Liderii lor, cei șapte conducători ai maghiarilor, pe lângă Álmos, au inclus pe Előd⁠(d), Ond, Kond, Tas, Huba și Töhötöm, care au depus toți un jurământ de sânge, jurând loialitate eternă față de Álmos. Se presupune că triburile maghiare au fost formate din 108 clanuri⁠(d).
Înainte de anul 881, trei triburi turcice s-au răzvrătit împotriva domniei Haganului Khazarilor, dar au fost suprimate. După înfrângerea lor, au părăsit Imperiul Hazar și s-au alăturat voluntar confederației Hétmagyar. Cele trei triburi au fost organizate într-un singur trib, numit Kavari, iar mai târziu au jucat rolurile de avangardă și ariergardă în timpul acțiunilor militare comune ale confederației. Alăturarea celor trei triburi la cele șapte anterioare a creat "Onogur" (Zece Săgeți).

## Triburi
Cronicarii maghiari din secolul al XIII-lea au vorbit despre Magna Hungaria (actuala Bașchirie) și au raportat că acolo locuiau vorbitori de limba maghiară. Se presupune că maghiarii și bașchirii au avut un contact strâns înainte de migrația primilor spre vest, deoarece există multe paralele între numele triburilor vechi maghiare și bașchire. Mai mult, majoritatea acestor nume nu prezintă astfel de similitudini cu limbile Asiei Centrale sau de Est, ceea ce implică faptul că ar putea fi un produs unic al unei simbioze locale bașchiro-maghiare. Turcologii Gyula Neméth și Peter B. Golden⁠(d) au comparat următoarele nume în acest scop:
| Maghiară      | Bașchiră                                         | Constantin Porfirogenetul       |
| ------------- | ------------------------------------------------ | ------------------------------- |
| Nyék          | Negmen (nume tribal)                             | Νέκη (Neki)                     |
| Gyarmat       | Yurmatı (nume tribal)                            | Κουρτουγερμάτου (Kurtughermatu) |
| Jenő          | Yeney (nume tribal)                              | Γενάχ (Ghenah)                  |
| Keszi         | Kese (numele ramurii)                            | Καση (Kassi)                    |
| Gyula (titlu) | Yulaman (numele clanului)                        | Γυλᾶς (Gylos)                   |
| Tarján        | Tarxany (nume tribal)                            | Ταριάνου (Tarianu)              |
| Megyer/       | Mišer-Yurmatı (al Yurmatı)                       | Μεγέρη (Megheri)                |
| Magyar        | Možeriane, Možarka etc., (etnonim, toponim etc.) |                                 |

## Organizare socială
Structura socială maghiară era de origine turcică.

## Genetica
Maghiarii erau alcătuiți din șapte clanuri, iar mai târziu încă trei clanuri formate din kavari. Cercetările genetice recente au arătat că genefondul de bază al primei generații maghiare a provenit din Asia Centrală/Siberia de Sud și, pe măsură ce maghiarii au migrat spre vest, s-a amestecat cu diverse popoare europene din Caucaz. Eșantioane de înmormântare ale maghiarilor Karos-Eperjesszög îi plasează genetic cel mai aproape de popoarele turcice, popoarele caucaziene de sud moderne și, într-o măsură limitată, europenii occidentali moderni, în timp ce nu s-au găsit markeri specifici fino-ugrici. Cu toate acestea, un studiu din 2008 realizat pe schelete maghiare din secolul al X-lea a găsit câteva eșantioane uralice.